# Dana Heath
Dana Heath (Andorra la Vella, 10 aprile 2006) è un'attrice, doppiatrice e modella statunitense, nota per aver interpretato il ruolo di Mika Macklin / ShoutOut nella serie televisiva Henry Danger e nello spin-off Danger Force, entrambe trasmesse sull'emittente televisiva Nickelodeon.

## Biografia
Dana Heath è nata il 10 aprile 2006 ad Andorra la Vella (Andorra), fin da piccola ha coltivato la passione per la recitazione.

## Carriera
Dana Heath ha iniziato la sua carriera di recitazione quando era bambina. Dopo aver frequentato le scuole primarie, ha iniziato ad avere successo nell'industria cinematografica. Nel 2016, all'età di dieci anni, ha ottenuto il ruolo di Ashlyn nella serie WellieWishers. Nel 2018 ha recitato nelle serie Scorpion (nel ruolo di Tracy) e in PEN15 (nel ruolo di Ashley).
Dal 2018 ha interpretato il ruolo di Bree James nella serie Fancy Nancy. Nel 2019 ha interpretato il ruolo della Dottoressa Anna nella serie Abby Hatcher. Nel 2020 ha interpretato il ruolo di Hannah nella serie Sydney to the Max.
Nel 2020 è entrata a far parte del cast della serie televisiva Henry Danger trasmessa sull'emittente televisiva Nickelodeon, nel ruolo di Mika Macklin, alias della supereroina ShoutOut, prendendo parte a tre episodi della quinta stagione. Dallo stesso anno si è unita al cast dello spin-off Danger Force, riprendendo il ruolo di Mika Macklin. Nel 2021 sempre con il ruolo di Mika Macklin ha recitato nella miniserie Danger Goes Digital, spin-off di Danger Force. Nel 2022 sempre con il ruolo di Mika Macklin ha recitato nella serie Lex & Presley (Side Hustle). Nello stesso anno ha doppiato nel film d'animazione Minions 2 - Come Gru diventa cattivissimo (Minions: The Rise of Gru) diretto da Kyle Balda, Brad Ableson e Jonathan del Val. L'attrice, nel 2023, pubblica anche una canzone intitolata "Got You".

## Discografia

### Singoli
- 2023 – Got You
- 2023 – Secret's Out

## Filmografia

### Attrice

#### Televisione
- Scorpion – serie TV, episodio 4x14 (2018)
- PEN15 – serie TV, episodio 1x08 (2019)
- Henry Danger – serie TV, 4 episodi (2020)
- Sydney to the Max – serie TV, episodio 2x02 (2020)
- Danger Force – serie TV, 63 episodi (2020-2023)
- Danger Goes Digital – miniserie TV animata, 6 puntate (2021)
- Lex & Presley (Side Hustle) – serie TV, episodio 2x20 (2022)

### Doppiatrice

#### Televisione
- WellieWishers – serie animata, episodi 1x01-1x02 (2016)
- Fancy Nancy Clancy (Fancy Nancy) – serie animata, 58 episodi (2018-2022)
- Abby Hatcher – serie animata, episodio 1x22 (2019)
- Il potere delle principesse (Princess Power) – serie animata, 14 episodi (2023)
- Kiya & gli eroi di Kimoja (Kiya & the Kimoja Heroes) – serie animata, 5 episodi (2023)

## Partecipazioni
- #SetLife on Nick: Henry Danger – documentario miniserie TV (2020)
- The All-Star Nickmas Spectacular – speciale TV (2020)
- Nickelodeon Kids' Choice Awards 2021 – speciale TV (2021)
- Sonic: Thrills & Quills – speciale TV (2022)
- Nickelodeon Kids' Choice Awards 2022 – speciale TV (2022)

## Doppiatrici italiane
Nelle versioni in italiano dei suoi film e delle sue serie TV, Dana Heath è stata doppiata da:
- Chiara Fabiano[28] in Danger Force[29]